# Collotheca bilfingeri
Collotheca bilfingeri är en hjuldjursart som beskrevs av Berzinš 1951. Collotheca bilfingeri ingår i släktet Collotheca och familjen Collothecidae. Inga underarter finns listade i Catalogue of Life.